# セッラシアの戦い
セッラシアの戦い（英：Battle of Sellasia）はクレオメネス戦争において紀元前222年にアンティゴノス3世率いるアンティゴノス朝（マケドニア）・アカイア同盟軍と、クレオメネス3世率いるスパルタ軍との間で戦われた会戦である。

## 背景
スパルタ王クレオメネス3世は、往年のスパルタのペロポネソス半島での覇権を回復せんとして国内の改革を行い、それと同時並行でペロポネソス半島を支配しつつあったアカイア同盟に挑戦した（紀元前229年開戦）。当初クレオメネスは破竹の快進撃を続けてアカイア同盟の盟主の座さえ得そうになったが、アカイア同盟の指導者のアラトスはこの状況を打開するためにマケドニア王アンティゴノス3世をペロポネソスに呼び込んだ。大軍を率いてペロポネソスに入ったアンティゴノスの助力を受けてアカイア同盟は反撃を開始し、クレオメネスは抵抗を続けたものの、コリントス、アルゴスなど次々に要地を失い、彼の支配領域はラコニアだけになってしまった。
紀元前222年夏、アンティゴノスはラコニアへの進撃を開始した。この時のアンティゴノスの軍の内訳はポリュビオスが詳しく記録している。まず、マケドニア軍は重装歩兵10000人と軽装歩兵3000人、騎兵300騎、アグリアネス人とガリア人が各1000人、傭兵が歩兵3000人と騎兵300騎。アカイア軍は歩兵3000人と騎兵300騎、マケドニア式に武装したメガロポリス軍1000人、ボイオティア軍が歩兵2000人と騎兵200騎、エピロス軍が歩兵1000人と騎兵50騎、イリュリア人1600人。計歩兵28000人と騎兵1200騎。
一方迎え撃つクレオメネス軍はアンティゴノスの諸兵科混合軍とは対照的に重装歩兵からなる20000人であった（ただし騎兵もいるにはいたようである）。クレオメネスは敵の侵攻ルートとなりそうな各道路に守備隊を配置してバリケードを設けさせ、自らは上述の20000人を率いてスパルタから北12キロの地点にあるセッラシアに布陣した。セッラシアの街道はエウアス（東側）とオリュンポス（西側）という二つの丘に挟まれており、彼はそれぞれの前面を壕と防柵で固め、エウアスにペリオイコイと同盟軍を弟で共同統治者の王エウクレイダス指揮の下に配置し、自らはスパルタ兵と傭兵部隊を率いてオリュンポスに陣取った。また、川沿いの平地には傭兵の一部と騎兵を置いた。

## 戦い
クレオメネスの予想は的中し、アンティゴノスはセッラシアに姿を現した。アンティゴノスは敵の布陣の堅固さを悟り、ゴルギュロス川を挟んで布陣した。両軍はしばらくは小競り合いを繰り返したが、クレオメネスはエジプトのプトレマイオス3世からの財政支援が途絶えたことによる財力の枯渇のために、アンティゴノスはマケドニア本国への（この戦いに参加したのとは別の）イリュリア人の侵入のために時間に追われ始め、会戦によって速やかに勝負をつけようとした。
アンティゴノスの陣立ては以下のようであった。エウアスの敵に対して彼は青銅楯隊とイリュリア兵を配置し、その後ろにアカルナニア兵とエピロス兵、さらにその後ろにはアカイア軍の一部2000人を予備戦力として配置した。そしてオイヌス河畔に敵の騎兵に自軍の騎兵を対峙させ、その横（おそらく左側）にアカイアとメガロポリスの部隊各1000人を置いた。そして、オリュンポスのクレオメネスに対してはアンティゴノス自らが率いる部隊、傭兵隊とマケドニア軍があたった。アンティゴノスは前面に傭兵を、その後ろに32列（通常は半分の16列だが、場所が狭いため）に並べたマケドニア軍の重装歩兵からなるファランクスを配置した。
戦いの前にアンティゴノスはイリュリア人およびアカルナニア人の傭兵部隊に密かに迂回してエウクレイダスの翼を包囲するよう命じたが、高台から見下ろしたクレオメネスはそれらの部隊が敵の戦列にいないことを不審に思い、部下のダモテレスに敵の後背部および側面の偵察を命じた。しかし、アンティゴノスによって買収されていたダモテレスは、偵察をすることなくクレオメネスに何ともないと言った。
戦いが始まると、イリュリア兵は命令通りエウアス丘に突撃した。これに対して騎兵と並んで配置されていたスパルタ軍の軽装歩兵の傭兵たちは無防備なイリュリア兵の背後に回りこんで攻撃を加えようとした。この時、メガロポリス隊の士官の一人フィロポイメンは上官の隊長たちに味方に危機が迫りつつあることを説いたが、若輩だったために相手にされなかった。そこで彼は指揮下のメガロポリス兵を率いて敵に攻撃を仕掛け、敵を押し戻した。これが呼び水となってマケドニア・アカイア同盟軍のエウアス側の部隊は反撃を開始した。丘を攻め上ってくる敵を目にしたエウクレイダスは頂上付近で敵を迎え撃った。ポリュビオスは、もしエウクレイダスが丘を少し下って前進して敵を撹乱した後に再び高い位置に戻って戦列を崩した敵と戦えば、地の利を巧く活かせたであろうと言ってエウクレイダスのこの判断を批判している。現に、これとは反対の行動をとったエウクレイダスの末路も反対のものであった。後退すれば敵に上から攻撃されるであろう上、態勢を立て直す余地のない位置で敵を迎え撃ったエウクレイダス隊は敵に囲まれた後に敗走に転じ、壊滅した。
一方オリュンポスでは、クレオメネス率いるスパルタ人部隊がアンティゴノスの軍を5スタディオン（900メートル）あまり後退させ、追撃をかけていた。しかし、エウクレイダスの翼が敵に包囲されて壊滅し、エウクレイダス隊を破った敵が側面から攻撃を仕掛けようとしていたため、やむを得ずクレオメネスは撤退した。
しかし、ポリュビオスはプルタルコスの説明と異なった説明をしている。ポリュビオスによれば、オリュンポスではまず両軍の軽装歩兵と傭兵同士の戦いが起こった。エウクレイダスの敗北を知るとクレオメネスは温存していた重装歩兵部隊を投入し、双方の重装歩兵同士が戦った。両軍は一進一退の攻防を繰り広げたが、スパルタ軍はマケドニア軍の戦列の厚さに破れ、敗走した。クレオメネスは僅かな騎兵に守られながらスパルタへと落ち延びた。
この戦いでスパルタ軍は多くの傭兵、そして6000人のスパルタ人のうち5800人が戦死するという大打撃を受け、決定的な敗北となった。

## 結果
スパルタ市まで逃げ延びたクレオメネスは、市民には抵抗せずにアンティゴノスに大人しく市を明け渡すよう命じた後、自らはギュテイオンの港へと行き、捲土重来を期してエジプトに亡命した。スパルタ市を占領したアンティゴノスは市民を寛大に扱って乱暴なことは一切しなかったが、クレオメネスの改革を白紙に戻した。三日間の滞在の後、マケドニア本国での件もあってアンティゴノスはマケドニアに帰国した。

## 註
1. 1 2  ポリュビオス, II. 65
2. 1 2  プルタルコス, 「クレオメネス」, 27
3. 1 2 3  ポリュビオス, II. 66
4. 1 2 3  プルタルコス, 「クレオメネス」, 28
5. ↑  ポリュビオス, II. 67
6. ↑  ポリュビオス, II. 68
7. 1 2 3 4  ポリュビオス, II. 69
8. ↑  プルタルコス, 「クレオメネス」, 29
9. ↑  プルタルコス, 「クレオメネス」, 30